# David Ross (giocatore di baseball)
David Wade Ross (Bainbridge, 19 marzo 1977) è un ex giocatore di baseball statunitense.

## Carriera
Proveniente da Bainbridge, Georgia, Ross frequentò la Florida High School di Tallahassee, Florida e successivamente l'Università della Florida di Gainesville, dove venne scelto dai Los Angeles Dodgers nel 7º turno del draft MLB 1998. Assegnato alla classe A-breve nello stesso anno, giocò la stagione 1999 nella classe A-avanzata. Nel 2000 militò nella classe A-avanzata e nella Doppia-A. Nel 2001 giocò nella Doppia-A. Iniziò la stagione 2002 nella Tripla-A.
Debuttò nella MLB il 29 giugno 2002, al Edison Field di Anaheim contro gli Anaheim Angels. Schierato come sostituto battitore venne eliminato per strikeout nell'unica turno di battuta affrontato durante la partita. Il 2 settembre 2002, Ross realizzò nel suo primo turno di battuta della partita, la sua prima valida, un doppio, e il suo primo punto battuto a casa e nel secondo turno, il primo fuoricampo. Concluse la stagione con 8 partite disputate nella MLB e 92 nella Tripla-A.
Successivamente in carriera ha giocato con i Pittsburgh Pirates, i San Diego Padres, i Cincinnati Reds, gli Atlanta Braves.
Dal 2013 al 2014 giocò con i Boston Red Sox dove aveva già giocato nella stagione 2008 e dal 2015 al 2016 militò nei Chicago Cubs. Il 3 novembre 2016 annunciò il proprio ritiro.
Nell'ottobre 2019 venne assunto come nuovo allenatore dei Chicago Cubs.

## Palmarès
- World Series: 2

Boston Red Sox: 2013
Chicago Cubs: 2016